# Тень Каравеллы
«Тень Караве́ллы» — автобиографическая повесть Владислава Крапивина. Состоит из двух частей: первая часть, «Тень Каравеллы», была опубликована в 1968 году в журнале «Пионер» (№ 9 и 10); вторая часть, «По колено в траве», была напечатана в 1970 году там же (№ 9—11). Обе части были объединены в книжном издании 1971 года (издательство «Детская литература»). В первой части показаны тыловые будни двух мальчишек, Владика и Павлика, которые переживают все невзгоды Великой Отечественной войны. Их жизнь протекает в условиях холода и голода, дети проводят время в очередях, разделяют друг с другом чай с сахарином и кусок чёрного хлеба. Двух героев, несмотря на разность характеров и возрастные различия, делает друзьями общая игра-мечта. Ребята придумывают игру, в которой совершают морские путешествия под парусами, напоминающие произведения Р. Стивенсона, и расправляются с капитаном немецкой подводной лодки. Вторая часть рассказывает о первых послевоенных годах; Владик впервые влюбляется, преодолевает свои страхи и совершает первые смелые поступки.
Повесть принесла автору вторую премию Всесоюзного конкурса на лучшее произведение художественной литературы для детей и юношества (1971), неоднократно переиздавалась и печаталась за рубежом. Критики отмечали лиризм и романтические мотивы, ценности дружбы, отстаивание независимости детства. По оценке А. Щупова, биографа писателя, «Тень Каравеллы» получила широкую популярность и стала одним из знаковых произведений Крапивина.

## Создание и публикации
Согласно биографу А. Щупову, писатель работал над повестью почти одиннадцать лет; автор признавался, что «Тень Каравеллы» стала наиболее трудным для написания произведением, которое заняло больше всего времени. Было испробовано множество вариантов, изменялся состав героев. Черновики включали рассказ «Камень с морского берега» (написан в декабре 1957 года, когда будущий писатель учился на втором курсе; герои рассказа живут в маленьком сибирском городке и мечтают о море), небольшой рассказ «Осколок моря» (дата написания — 1960 год) и незаконченную повесть «Камень с берега моря». В окончательный вариант не вошли персонаж по имени Валерка, уменьшена роль мальчика Южки, постоянно голодного (Южка эвакуирован с Украины); отсутствует линия со стариком, который сначала хотел продать героям компас (у ребят всё время не хватало денег), а затем, после гибели своего сына на фронте, решил отдать вещь бесплатно; в ранних вариантах вместо Владика фигурировало имя Андрейка и не было девочки Манярки. Первоначально вместо игры с парусником герои помещали камешек в перископ, луч от которого оказывался в том или ином месте на карте. Придумав силуэт кораблика, Крапивин быстро, за месяц, закончил работу над первой частью в 1968 году. Вторая часть дописывалась в Приамурье, куда писателя отправили как лейтенанта запаса во время пограничного конфликта на острове Даманском. Нереализованные задумки позже были использованы автором в других произведениях. Прототипом Павлика стал друг писателя Павел Шадрин.
Первая часть повести, «Тень Каравеллы», была опубликована в 1968 году в журнале «Пионер» (№ 9 и 10) с рисунками А. Крылова. Вторая часть, «По колено в траве», была напечатана в 1970 году там же (№ 9—11); художником стал Е. Медведев. В 1971 году обе части составили книгу «Тень Каравеллы», вышедшую в издательстве «Детская литература» с иллюстрациями Е. Медведева. Повесть принесла автору вторую премию Всесоюзного конкурса на лучшее произведение художественной литературы для детей и юношества (1971). Впоследствии неоднократно переиздавалась и печаталась в Польше (перевод Х. Ожоговской получил высокую оценку от рецензента книги), Болгарии, Чехословакии и ГДР.
Заглавие книги содержит название юнкоровского пионерского отряда («Каравелла»), который возглавлял писатель. По оценке литературоведа В. Швейцер, произведению хронологически предшествует повесть «Алые перья стрел» (1971), которая рассказывает о «старших братьях» героев «Тени Каравеллы» —предыдущем поколении ребят, чьё детство пришлось на время перед войной.

## Сюжет
В предисловии автор вспоминает, как однажды в детстве вынужденно сидел дома и решил сделать кораблик из куска сосновой коры с бумажным парусом; позднее он построил множество кораблей, от моделей каравелл до настоящих яхт. Отвечая на упрёки со стороны взрослых, что он «всё ещё играет в кораблики», автор отвечает, что «это повесть не для них», так как «они всё равно не поверят», что без первого кораблика он бы не никогда не стал писателем. Автор утверждает, что это повесть про «самое начало», про него самого и таких мальчишек как он, которые росли в суровое военное время и в первые послевоенные годы; про «первые паруса, первые стихи и первые неудачи», первую любовь и первую смелость.

### Часть первая. Тень Каравеллы
Повествование ведётся от лица семилетнего Владьки. Первая часть начинается фразой, что «мир, в котором жили мы, был устроен удобно и просто». «Худенький болезненный» Владик живёт с мамой и сестрой Татьяной, которая ругает его за лодырничество, во флигеле — длинном двухквартирном доме с громадным тополем у крыльца. Рассказчик вспоминает кирпичный магазинчик со старухами, инвалидами и мальчишками вокруг и «скрипучую, кривую» голубятню; ему «всё помнится»: и «свинцовая тишина» улицы, когда видели почтальона, и «громкий женский плач», если приходила похоронная, «и беспощадность военных зим, когда распухали от холода пальцы, и лепёшки из картофельных очисток, и короткий лязг ножниц, вырезающих из хлебных карточек мелкие квадратики талонов».

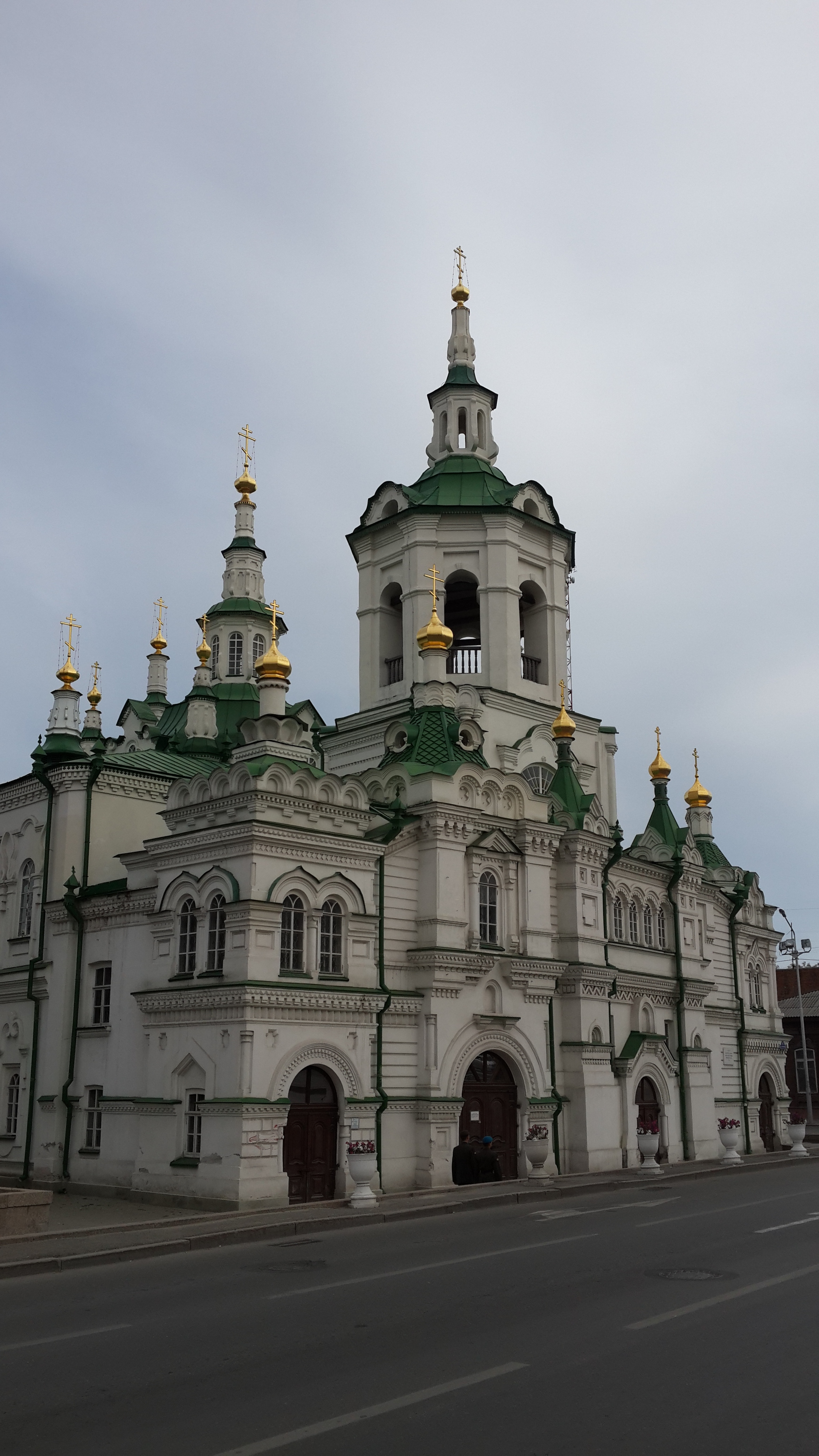
Спасская церковь в Тюмени, фигурирующая в повести. Фото 2013 года

Лето 1944 года. Пятиклассник Славка Дыркнаб, смеясь над Владиком, лепит из глины якобы подводную лодку, которая тонет в бочке. Этот случай сближает Владика с соседом, четвероклассником Павликом, который помогает ему достать «подлодку» и никому не рассказывает о случившемся. Однажды друзья, видя вдалеке бесшумную молнию, ожидают летнюю грозу; старший товарищ сравнивает её с надвигающимся штормом, а башня (колокольня старой церкви) с голубями представляется им белым маяком с чайками; Владик сразу верит словам Павлика «как на море», хотя тот никогда море не видел. В сентябре Владик идёт в первый класс, Павлик — в четвёртый. Январь 1945 года. Владик читает «Остров сокровищ», который кажется ему настоящим кино; Павлик выпрашивает у него книгу. Мальчишки, решая, кто первым прочтёт, в итоге читают роман вслух по очереди у растопленной печки несколько вечеров подряд. Затем они читают «Приключения Гулливера», «Пятнадцатилетний капитан» и другие книги. Однажды после чая с сахарином Владику снятся корабли, скалы и волны; он просыпается от грохота, и мама говорит, что это салют по радио — «взяли ещё один немецкий город».
Павлик приносит бело-синюю карту мира и, взяв картинку из старого журнала, делает из бумаги кораблик, который называют Каравеллой. Ребята прикрепляют карту на стену, и Павлик придумывает поставить бумажный кораблик на подставку из разрезанной картофелины и придвинуть его ближе к лампе — падающая на карту тень от бушприта указывает на место, где Каравелла плывёт. Друзья начинают играть в путешествия: два отважных моряка попадают в плен к фашистам, сбегают, угнав самолёт, и бомбят фашистский завод; попадают в плен к туземцам, которые говорят по-английски; ускользают в океан из устья Амазонки, где их запирает немецкая подлодка «Летучая пиявка»; наконец, подбивают фашистскую подлодку, а фюрер-капитана Боббина Гаппа съедает кашалот. К игре присоединяется долговязая девочка Милка, по инициативе которой компания успешно охотится на саблезубых тигров на острове. Девочка, симпатизирующая Владику, ему не слишком нравится, но даёт ему почитать сказки. Милка смеётся над тем, что он не знает про сказочную Дюймовочку — мальчик думает, что это зенитное орудие.
Однажды Павлик исчезает – оказывается, он пытался попасть на поезд, эшелон моряков; спрыгнув с вагона, когда за ним пришли милиционеры, он упал и ударился коленом о рельс. Владик считает Павлика предателем, так как он попросил Милку (которая его провожала) ничего не говорить младшему другу; Владик приходил к ней его искать. Друзья ссорятся и больше не играют в Каравеллу. Владик один играет с ореховыми скорлупками в тарелке как с корабликами, а позднее делает кораблик из скорлупы грецкого ореха. Вскоре Павлик с мамой переезжают на соседнюю улицу, на их место заселяется другая семья, в которой живёт хулиган и спекулянт Борис по кличке Ноздря, отбирающий скудные завтраки у младших школьников. Ноздря начинает разными способами мучить Владика, от обмана до оскорблений; однажды неожиданно появившийся Павлик спасает младшего товарища от избиения. Павлик предлагает прийти к нему с картой, Владик счастлив. Вечером Владика навещает «бледная и перепуганная» Милка: оказывается, Павлик уезжает в Новосибирск и хочет попрощаться. Владик не успевает проститься с другом — он находит свою старую каравеллу с новыми мачтами в луже у крыльца дома Павлика.

### Часть вторая. По колено в траве
Действие второй части отнесено к первым годам после войны. Среди зимы Владик находит чудо — крошечный зелёный листик под снегом. Ночью ему снятся летящие чёрные лошади, которые уносят его вдаль. Спустя некоторые время он встречает табун колхозных лошадей, и всадник разрешает ему проехаться и дарит мальчику на счастье подкову. Май 1947 года.  Владик влюбляется в соседскую девочку Майку и мечтает прокатить её на самодельном деревянном самокате; он крадёт на базаре подшипник. Четвероклассник Толька Засыпин выслеживает тайник Владика и забирает спрятанный подшипник, Владик не решается к нему подойти и охладевает к самокату, вместо этого играя в «колесо-гонялку»; Толик, которого Владик боится, срывает визит к Майке в гости. Владик вместе с мамой и её поклонником Сергеем Эдуардовичем посещает симфонический концерт в городском саду. Во время исполнения Пятой симфонии Чайковского Владику слышится в звуках трубы песня «синих циклонов и белых парусов»; он воображает себя капитаном Каравеллы, за спиной которого на берегу мчатся лошади. После концерта, воодушевлённый музыкой и песней, Владик встречает Тольку и побеждает его в драке.
Лето. Владик играет с товарищами в разные дворовые игры, например, в «колечко» (одна часть ребят гонится за другими). Лидером компании является Славка Дыркнаб, в неё входят его сестра Манька по прозвищу Манярка, Майка, Толик, в которым Владик помирился, и другие. Однажды в траве около стадиона, где проходит праздник День физкультурника, Владик находит в траве медную пряжку от ремня с выпуклым якорем со звездой. Когда Владик и Майка прячутся вместе во время игры в «колечко», девочка торжественно поздравляет его с давним днём рождения; но Владик понимает, что больше не влюблён в неё. Он делает себе «доспехи» из найденной на свалке кучи железа, воображая себя Дон Кихотом, ему помогает снять доспехи Манярка. Владик рассказывает ей про трёх лошадей, которые живут в дальнем лунном поле и приходят к нему по ночам. Поверив в рассказ, Манярка долго ждёт лошадей на коряге во дворе; Владик признаётся, что они приходят редко и что их можно ждать дома; он дарит девочке подкову, к хозяину которой лошади обязательно придут. Владик расстаётся с подковой легко — ведь у него есть Каравелла.
Конец лета. Владик видит у знакомого хулигана по прозвищу Быпа растрёпанную книжку «Спартак» и договаривается взять её почитать, отдавая взамен свой ремень с морской пряжкой — Быпе надо доказать приятелю, что его отец, пропавший без вести подводник, был моряк; позднее и Быпа, и Владик решают подарить обе вещи друг другу. Книга о Спартаке становится популярной среди ребят, и во дворе начинаются гладиаторские бои на сделанной из кирпичей и опилок «арене». Владьке в «бою» разбивают нос, он задерживается дома, пока мама делает ему компресс; чтобы успеть вернуться к друзьям, которые ушли купаться в другое место, Владик переплывает 100-метровую реку. Поднимаясь на холм, мальчик видит на вершине Манярку и ребят — они машут ему руками и что-то кричат; за ними светлое небо и «большой туманный шар солнца».

## Анализ и оценки
Критики первой половины 1970-х годов причисляли повесть к лучшим произведениям Крапивина, отмечался лиризм и романтизм повести, мотив моря. Как отмечала литературовед В. Швейцер, название обозначает как тень на карте от бумажной каравеллы, так и «светлую тень игры и фантазии, отброшенной на всю… жизнь героев». Название второй части, «По колено в траве», по словам Швейцер, отсылает к образу, связанному с «ласковым ощущением детства», с высокой травой, которая «мягко щекочет кожу». Как отмечала литературовед Е. Зубарева, первая часть посвящена детству героя, который показан с точки зрения взрослого рассказчика, вторая часть — отрочеству. Критики часто цитировали слова автора о «смелом характере» детства, которое «борется за радость» и находит её, несмотря на все препятствия.
Литературоведы Е. Посашкова и М. Мещерякова в 1998 году отмечали, что в таких ранних произведениях, как «Тень Каравеллы», автор описывает духовное развитие ребёнка, формирование его нравственно-этических качеств, вызванных дружбой; Владик изменяется под влиянием дружбы и страданий от её утраты. «Мечта-игра» противопоставляется автором «рутинной, обычной жизни» и воплощает в себе идеалы романтики. По оценке А. Щупова, «Тень Каравеллы» получила широкую популярность и стала одним из знаковых произведений Крапивина. Литературовед И. Сергиенко включала повесть в перечень произведений, составляющих «ядро» реалистической прозы Крапивина 1970–1980-х годов.

### Рецензии и отзывы критиков
По мнению литературоведа А. Марченко (журнал «Детская литература»), повесть сильно отличалась от предыдущих произведений Крапивина, хотя сохраняла такие их особенности, как романтика моря, книжность, стремление уйти от обычной жизни. По мнению Марченко, повесть написана иначе, уверенно и энергично, «с сознанием власти над словом, свободно и лично», ей присущи подлинность переживаний, точность в интонации и деталях. Если ранее писатель маскировался, изображая других мальчишек, здесь Крапивин, начав искать радость, сумел найти себя, поскольку написал о самом себе. Марченко писала, что обретённая героями «радость детства» сочетается в повести с описанием суровых военных зим, с их голодом и невзгодами. Рецензент М. Ямпольская из того же издания характеризовала повесть как романтическую и считала, что произведение отличают «психологизм, человечность», настоящая бескорыстная дружба. По её мнению, в повести удачно соединены действительность и мечта; обычная жизнь в дни войны описана достоверно, подробно и выглядит как настоящие воспоминания. Двух мальчишек, несмотря на разность характеров и возрастные различия, делает друзьями общая игра-мечта; по мнению Ямпольской, не является критичным то, что описания вымышленных приключений героев похожи на произведения Р. Стивенсона. Как полагала Ямпольская, речь идёт не о конфликте мечты и реальности, а о том, что «добро, благородство, душевное богатство» противостоят «серому, подлому, злому миру». Этот мир населяют обыватели и накопители — таков Борька, ненавидящий «интельгенцию»; персонаж олицетворяет серость и невежество. Ямпольская отметила различие в лексических средствах: эмоционально насыщенные, яркие и красочные фрагменты, посвящённые романтической игре (в которых присутствует масса морских терминов и названий), раскрывают характеры героев, сильно отличаясь от описаний «бесцветного, унылого» борькиного мира. В эпизоде, когда Борька собирается избить Владьку, он описан с точки зрения малыша, который испытывает чувства ненависти и гнева; мальчик видит вблизи борькину «отталкивающую физиономию, гнилые зубы, бледную кожу рук с грязными полосками ногтей». Ямпольская отметила «сильные, подлинные… переживания» ребёнка и последующее описание «жажды возмездия», когда Павлик спасает младшего друга от побоев. Как полагала критик, в этот момент происходит соединение мечты и реальности: как и в игре, герои побеждают злодея. Поэтесса Э. Бояршинова отметила крепкую Дружбу, которая возникает на основе общей мечты, совместного преодоления трудностей; автор ставит на первое место в жизни человека Друзей и Паруса — символ мечты. По мнению Бояршиновой, в героях повести видны «обаятельные и серьёзные» мальчишки из реальной жизни. 

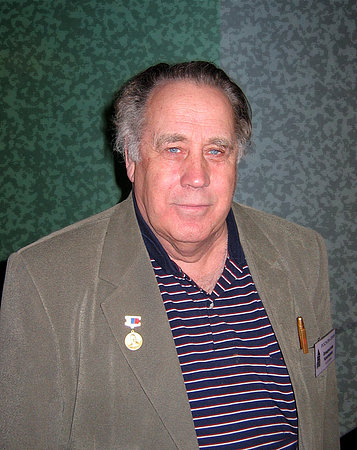
Владислав Крапивин в 2006 году

Польский критик У. Капала посчитала, что Крапивин справился с трудностями, которые возникают при написании книг для молодёжи на военную тематику: война часто изображается как приключение и развлечение, с одной стороны, а с другой — авторы впадают в чрезмерную сентиментальность и патетику. Критик выделила две вероятные причины успеха Крапивина. Во-первых, обе части повести являются автобиографическими: материал, с которым работает писатель, не является чистым вымыслом, автор описывает своё детство «просто и буднично». С одной стороны, данное обстоятельство позволяет автору сохранять «дистанцию и сдержанность» по отношению к своему герою, а с другой стороны, автор близок к нему и отлично его знает. Во-вторых, по мнению критика, Крапивин не столько описывал войну с точки зрения ребёнка, сколько стремился с помощью воспоминаний показать автономность детства, его независимость от внешних обстоятельств, из чего следовала способность детства приспособиться к любым жизненным трудностям, а не просто смириться с ними. Детство по версии Крапивина имеет собственное время, которое не затронуто ужасом войны так, как взрослая жизнь.
Как отмечала Капала, детское счастье Владика связано с теплотой дружбы, которая стала для друзей своеобразной «бронёй, защищавшей их от ужасов окружающего мира»: после ссоры Владик оказался один на один с «суровой действительностью». Как писала Капала, если в одиночестве детское воображение может иметь негативные последствия, то при наличии друга оно превращает любую «прочитанную книгу в фантастический фильм, позволяет увидеть неизведанные миры, земли и моря, дарит впечатления и новые знания, удовлетворяет любопытство и детскую тягу к приключениям и тайнам». В такой ситуации, как отмечала Капала, любые неприятности — постоянная жизнь в холоде и голоде — отходят на второй план. Капала писала, что для героя главными были не внешние трудности военной жизни, а внутренние переживания: грёзы о чёрных лошадях, вопросы трудной сборки самоката, страх перед хулиганом, который Владик смог преодолеть и т. д. Больше всего мальчика волновали «дружба со сверстниками, совместная игра и постоянное чувство… братства». Капала заключала, что тоска автора по трудному детству выглядит вполне понятной, незначительное количество событий сочетается с «богатством переживаний»; последнее, по мнению критика, исключает возможность фальши. По выводу Капалы, писатель имеет право считать своё детство «счастливым, чудесным, полным радости и солнечного света». Главной ценностью для Крапивина является дружба, которая возможна даже в условиях войны и других невзгод.
Согласно литературному критику И. Мотяшову, повесть характеризуется поэтичностью и правдивостью; это рассказ о книгах, которые становятся жизнью, о том, какое большое влияние они оказывают на формирование характера и на жизненный путь человека. Как полагал Мотяшов, «Тень Каравеллы», вероятно, стала своеобразным полемическим ответом автора на обвинения критиков в «книжной романтике», которая в повести превращается — когда герои читают, фантазируют и играют в литературных героев — в реальную созидающую силу. Писатель Н. Никонов посчитал, что повесть написана «просветлённо» и «проникновенно». По мнению Никонова, образы и мальчиков (Павлик, Толька Дыркнаб), и девочек (Майка, Милка, Манька) оказались удачными обобщениями, а постоянные в творчестве писателя «каравеллы и паруса» успешно встроены в повествование. По мнению кандидата филологических наук Р. Гольдштейн, в повести образы героев показаны намного более индивидуальными по сравнению с такими же ранними произведениями; повесть «воспитывает приверженность любой благородной мечте» и «учит верной дружбе», показывает, что общие помыслы объединяют. Как полагала Гольдштейн, речь не идёт о простой увлечённости морем; во второй части находит подтверждение авторская мысль, выраженная в предисловии, о том, что «всё начинается в детстве». Гольдштейн отметила блестящее описание детских чувств, когда музыка Пятой симфонии Чайковского действует на героя «чудодейственным» образом.
По мнению литературного критика Н. Кузина, как и в других своих произведениях, в «Тени Каравеллы» автор рассказывает о «неугомонной поре детства, о дерзновенных мечтах маленьких обитателей земли, делающих первые шаги по жизни». В то же время повесть отличают особенности авторского изложения; по мнению Кузина, это, вероятно, самое романтическое произведение писателя. Критик полагал, что биографическое повествование позволяет увидеть истоки творческого самоопределения Крапивина, его романтического и поэтического восприятия. Владик, как и его тёзка — сам писатель в возрасте семи лет — впервые слышит зов далёких морей в конце войны, накануне победы; как писал Кузин, несмотря на тяготы военного времени, на раннее взросление, дети в те годы сохраняли способность мечтать. Кузин приводил цитату, когда Владик и Павлик ожидают летнюю грозу, которую Павлик сравнивает с надвигающимся штормом, «как на море». Критик отметил, что подобное отношение к обыкновенной грозе достаточно необычное, оно свойственно тем людям, прежде всего детям, которые не считают облака просто облаками, а благодаря воображению склонны к «сотворению мира»; создаваемый ими мир существенно отличается от реального. Как полагала журналист С. Марченко, для автора повести в самый обычный день возможны и большие, и малые дела, добрые деяния или испытания; «один прекрасный день» может стать переломным в жизни человека. В повести показан именно такой момент: маленький кораблик с бумажным парусом повлиял и на творчество Крапивина, и на его жизненный путь. В этой связи Марченко отмечала символизм названия «Тень Каравеллы», которая «осенила всю жизнь писателя», помогла ему «остаться в прекрасном мире Мечты».

### Анализ А. Петуховой
Критик А. Петухова относила пару героев Владика и Павлика к традиционной для писателя паре героев малыш – подросток. Главное для детей — Игра (с большой буквы), навсегда сделавшая их друзьями; такая Игра не является разовым увлечением, а представляет собой «нескончаемую творческую увлечённость», которая ведёт к «серьёзным исследованиям и жизненному призванию». Как полагала Петухова, несмотря на значительную для детей разницу в возрасте, игра настолько сближает друзей, что они оказываются «неотличимыми». Миниатюрная каравелла из бумаги — «единственная игрушка голодного военного детства» — становится объектом неугомонной фантазии, создающей внутри детства целый сказочный мир. Петухова обратила внимание на то, как Милка придумывает изображение в игре смены дня и ночи с помощью белого и чёрного лоскутков. Эта «прелестная деталь», по мнению критика, иллюстрирует беспредельную силу детской фантазии и игры, достижение простейшими способами «космических результатов».
Петухова отмечала, что герои являются детьми Великой Отечественной войны (так, Владику сказочная Дюймовочка представляется «трёхдюймовочкой») и привносят в Игру свои жизненный опыт и знания, несмотря на заявления Владика о том, что ему нужно знание. Этот опыт, по её мнению, и позволяет герою стать в Игре капитаном. Рассматривая влияние Стивенсона, критик отметила, что романтика и «приключенщина» в детских фантазиях изменяются и приобретают оригинальность, что определяется военным временем. В вымышленных приключениях героев присутствует тема борьбы с фашистами, а Охотское море, например, ассоциируется с враждебными подлодками японцев. Как отмечала Петухова, автор с юмором относится к результатам детских фантазий, которые выглядят забавными: захваченный немецкий самолёт «дурацкий», потому что немецкий, вождь племени туземцев говорит по-английски (и ребята его хорошо понимают), а принятие героев в «почётные вожди» напоминает принятие в пионеры. Петухова связывала юмор с наличием в повести точки зрения как ребёнка, так и взрослого. Критик считала, что повесть является полностью оригинальной с точки зрения стиля — тот факт, что игра героев сильно напоминает игру Лёльки и Оськи («Кондуит и Швамбрания» Л. Кассиля), напротив, подтверждает индивидуальность писателя, у которого «иное время, иные ребята, иная игра».

### Анализ В. Швейцер
Литературовед В. Швейцер цитировала признания Владика о важности законов верности, чести и дружбы, что, по её мнению, отражало представления любых крапивинских героев, объединённых «узами духовного братства». Как отмечала Швейцер, благодаря этим законам чести и совести, несмотря на их строгость, Владик в решающую минуту преодолевает свой страх и делает то, что раньше не делал: «ради дружбы в одиночку переплывает реку».
Согласно Швейцер, для писателя то, как человек справляется с «первыми трудностями», определяет его будущие качества и жизнь в целом; любой детский поступок влечёт другие поступки, «хорошие или плохие». Владик на момент издевательств и преследований со стороны Толика Засыпина обладает книжным опытом и различными знаниями, но всё равно испытывает страх перед ним и ведёт себя как трус. Как полагала Швейцер, «победа над собой, над собственной трусостью», вылившаяся в победу над Толькой, по оценке исследователя, прямо помогла ему позже переплыть реку. Исследователь прослеживала связь с дружбой и другими поступками: без победы дружба невозможна, поскольку не было бы равенства в отношениях с товарищами; кроме того, если бы Владик не восстал против Толика, он не смог бы развить в себе «широту и благородство», характеризующие сильного человека: эти качества позволили ему расстаться с «морским» ремнём (подарок Быпе) и поделиться с Маняркой «тайной и сказкой», Чёрными Лошадьми. Швейцер отметила свойственное произведениям Крапивина прямое влияние искусства на жизнь героев: победа над трусостью связана с воздействием Пятой симфонии Чайковского, «потрясённый… мальчишка немедленно бежит драться». Рассматривая вопрос о том, возвышает и облагораживает ли искусство в данном случае, Швейцер давала положительный ответ: герой сразу действует, поскольку «гениальная музыка подняла Владьку над его слабостью, трусостью, неуверенностью в себе», придала силы и смелости.
Швейцер считала, что мир героев поначалу не выходит за рамки реалистично и убедительно описанной автором повседневности (двор, школа, игры и т. д.). Тем не менее удачные детали, приметы времени, позволяют «расширить» эту реальность, когда в неё проникает «взрослый» мир. Так, автор показывает молчание улицы в ожидании «похоронной», когда шла почтальонка Люба, чьи босоножки стучали по тротуару. Другим примером литературовед считала удачное, «выразительное и живописное» изображение «толкучки». Как отмечала Швейцер, в игре двух друзей находит выражение дух времени, но также и книжные истории, и буйная фантазия, которая помогает убежать от голода и холода. По ходу игры ребята превращаются из героев Стивенсона и Жюля Верна в отечественных моряков, которые сражаются с фашистами; аналогично в конце каждого гладиаторского боя раздаются крики «Бей фрицев!». В своих разнообразных подвигах, побеждая в морских баталиях, Владька и Павлик остаются «добрыми и справедливыми». Как полагала Швейцер, во второй части фантазии подросшего Владика изменяются: к памяти о каравелле и любви к ней добавляются фантазии о себе как о благородном Дон Кихоте или свободолюбивом гладиаторе из армии Спартака. Сочинённая Владиком сказка о Чёрных Лошадях, по мнению Швейцер, вводит в творчество писателя, в дополнение к реализму, «романтику и романтическую сказку», которые составляют «эмоционально насыщенный и приподнятый» второй план.
Швейцер сопоставила восприятие детства Л. Толстым и крапивинскую смелую борьбу детства за радость. По выводу Швейцер, несмотря на внешние различия между благополучным детством русского классика и голодным военным детством Крапивина, оба автора говорят об одном и том же, «о невозвратном счастье и возвышающей свежести детства».

### Анализ Е. Зубаревой
Согласно литературоведу Е. Зубаревой, автор выразил главную идею повести и своё отношение к детству в предисловии: «Детство – это как сказка, которую каждый раз можно рассказывать по-новому. Главное… всегда остаётся: радость открытия мира, радость ребячьей дружбы и ощущение свежести и синевы». Зубарева, полагала, что для Крапивина характерно «движение героя и… времени»; по её мнению, лиризм повести определяется длительной временной перспективой, с восприятием происходящего двумя ипостасями рассказчика, семилетнего ребёнка и взрослого. Герой-рассказчик имеет большое значение, поскольку связывает как героев и читателя, так и разные времена — военное время и настоящее. Как отмечала Зубарева, в невозможных условиях детство искало радость и боролось за него, сохраняло верность «мечте-игре», хотя рассказчик помнит всё, и радости, и невзгоды. Мечта-игра сделала друзьями семилетнего Владика («брата, которому семь» — по названию другой повести писателя) и подростка Павлика. Как полагала Зубарева, из-за войны происходит взросление, «активизация» детства, духовное ускорение: вымысла уже недостаточно, и семилетним требуется точное знание. Характер Владьки претерпевает изменения, проходит испытание дружбой, проверяются способность к прощению, умение держать язык за зубами. Этой эволюции, по словам Зубаревой, способствуют постоянные лирические отступления от лица автора, который описывает детство с точки зрения взрослого и спорит с теми, кто не ценит детские «мечты и фантазии». Так, автор вспоминает, как спустя 15 лет в Хакасии один его товарищ посчитал такое отношение к детству бегством от реальности, когда автор рассказал ему о Чёрных Лошадях. Как писала Зубарева, такая оценка означает, что у человека была либо проблема в раннем развитии, либо над ним произвели насилие, что рано закончило его детство, поскольку выдумки про Чёрных Лошадей или Каравеллу вполне нормальны для маленьких детей.
Как полагала Зубарева, в повести связаны ключевой конфликт между героями, происходящее в мире взрослых и мечта-игра, которая спасает детей во время зимнего холода и голода. Как отмечала Зубарева, завораживающая «одиссея с пиратскими бригами, невиданными чудовищами, затонувшими кораблями» начинается не сразу: сначала друзья играют в двух отважных моряков, которые оказываются в плену у фашистов; они отбивают самолёт, спасаются из плена и бомбят завод врага. В мечте-игре война напоминает о себе в виде фашистской подлодки, следующей за героями. Зубарева рассмотрела эпизод с несостоявшимся побегом Павлика на поезд военных моряков. С одной стороны, имеет место попытка воплотить мечту, а с другой стороны, событие отражает типичный для писателя мотив испытания дружбы на прочность, поскольку речь идёт о дружбе ребят разного возраста. Владик оценивает поступок Павлика как предательство, считая, что друг пренебрёг «законами верности и чести», особенно ввиду того, что тот поделился тайной с девочкой. Зубарева отмечала, что Владик вполне серьёзен и следует своим принципам, несмотря на отсутствие у него ввиду возраста собственной тайны. Исследователь предположила, что принятие конца дружбы, стойкость героя указывают на его взросление, начало отрочества; Владик способен жить без Павлика, а позднее реагирует со «сдержанной радостью», когда бывший друг ему помогает.
Зубарева полагала, что вторая часть содержит главные символические элементы ранних и поздних произведений писателя: мотивы корабля-парусника («Баркентина с именем звезды», «Лётчик для Особых Поручений» и другие), летящих лошадей («Всадники на станции Роса»). Эта символика присутствует в ключевом эпизоде с Пятой симфонией Чайковского, когда Владику кажется, что он слышит в музыке песню. Слова из песни отсылают к названию повести «Та сторона, где ветер», а трубные звуки помогают герою сформировать жизненную позицию, преодолеть свою трусость и поступить смело; аналогичная роль у звуков горна в повести «Далёкие горнисты».

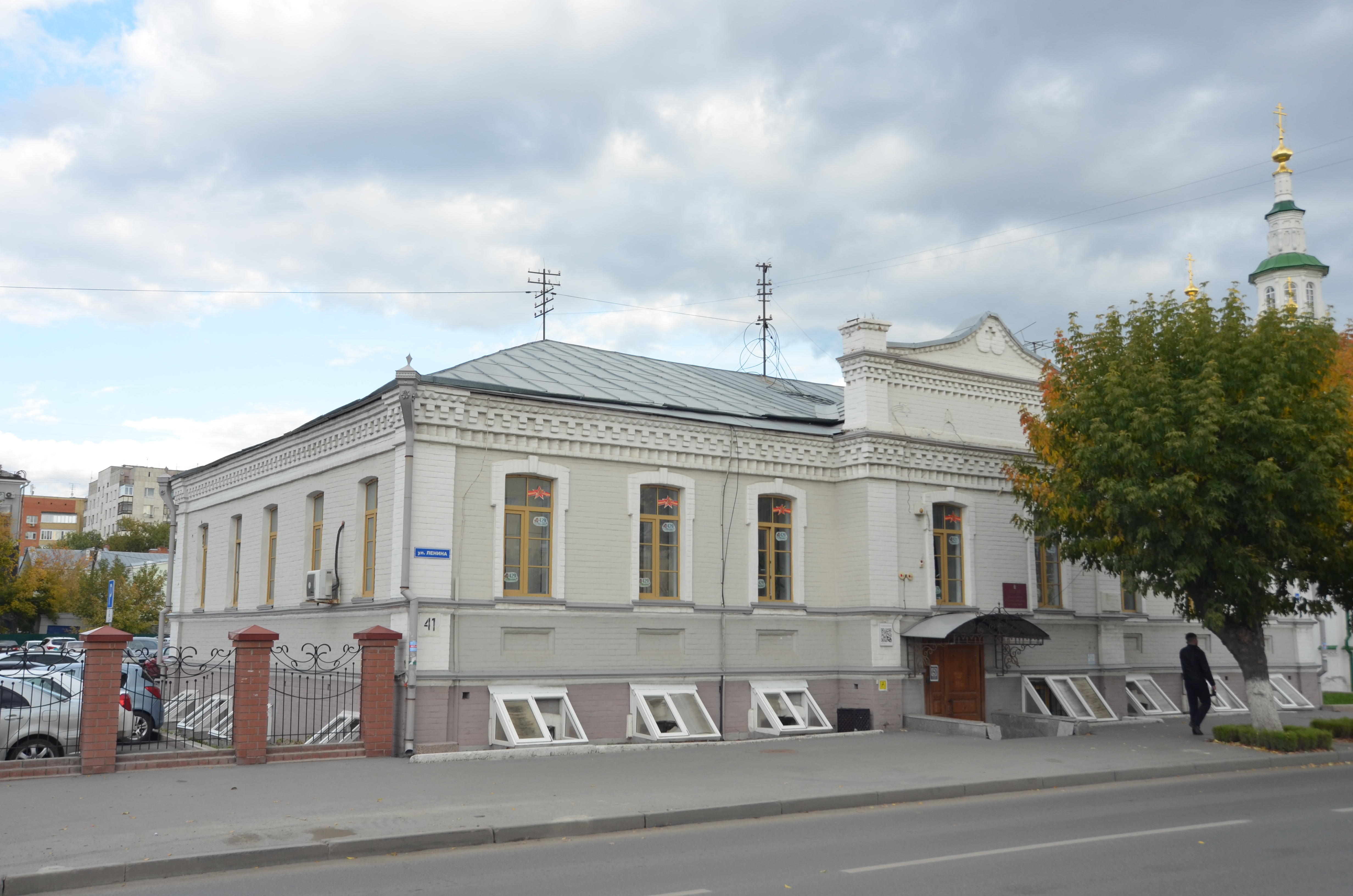
Бывшее здание школы в Тюмени, где учился Крапивин. Фото 2015 года

### Повесть как автобиография
Повесть рассматривается как первое автобиографическое крапивинское произведение, воссоздающее его детство в Тюмени. В повести фигурируют школа на улице Ленина и Спасская церковь, в последней в то время находилась городская библиотека, а также огромный тополь у крыльца дома (в городе росло большое количество тополей). Школа представляла собой каменную постройку из двух этажей, полуподвального и первого; на 2020 год в здании располагалась административная организация. Согласно описанию в повести, герой учился в маленькой школе, занимавшей «старинный дом, в котором до революции жил какой-то купец»; уроки проходили наверху, в то время как «нижний, полуподвальный» этаж «всегда пустовал». Церковь представлена автором как колокольня, «высокая башня со шпилем» белого цвета, который сравнивается с белизной нетронутых кусков мела. Тополь показан как самый высокий в городе; филолог Д. Маркина приводила описание «причудливого белого танца» — кружения тополиных пушинок, «тёплой метели», в результате чего «дома, заборы и деревья кажутся зыбкими». Реалии Тюмени изображены и в «Камне с морского берега», хотя в рассказе маленький сибирский городок не называется: «госпиталь, техникум, двухквартирные домики, дворы, тополя, Спасская церковь с голубями над ней», которых герои сравнивают с морскими «чайками над маяком».
Друг писателя П. Шадрин вспоминал, что описанная в повести игра в «Каравеллу» началась с книги С. Григорьева «Малахов курган», посвящённой Севастополю и Крымской войне. Книга лежала в шкафу отца Павла, репрессированного в 1937 году; от него осталась большая библиотека, шкаф с множеством книг и журналов вынужденно стоял прямо на кухне. По воспоминаниям Шадрина, они читали книги самостоятельно или вдвоём (вслух), и Слава начинал фантазировать. По словам Шадрина, друг «спёр» у него «Малахов курган», а затем они спорили за право чтения первым. Будущий писатель и стал автором придумки с тенью от корабля, то есть на самом деле — света: на лампу устанавливался «абажур из старых газет», в которых делались прорези. В результате возникало световое пятно той или иной формы с тенью вокруг него. Дырки разрезались по-разному, в виде корабля, звёзд или медведицы; так можно было наблюдать звёздное небо или придумывать истории про белую медведицу. В игре использовалась и большая настенная карта.
В 2011 году, отвечая на вопрос читателя на сайте «Сокровища Папча» (раздел «Острова Командора»), Крапивин утверждал, что описанный в повести эпизод с кражей шарикоподшипника имел место в действительности: ему хотелось прокатиться на самодельном самокате перед девочкой, к которой будущий писатель испытывал привязанность, и он украл колёсико у «торговца-спекулянта»; купить шарикоподшипник было невозможно из-за высокой цены.

### Психолингвистика
Кандидат филологических наук Т. Галкина проанализировала повесть с точки зрения психолингвистики, рассмотрев системы текстовой репрезентации авторских образов. По мнению Галкиной, в произведении преобладают полимодальные образы: для изображения одного объекта автор чаще всего обращается к трём репрезентативным системам, в первую очередь к визуальной (глаголы используются часто, но однообразны), аудиальной (глаголы используются реже, но более разнообразны) и кинестетической, в меньшей степени — к вкусовой и обонятельной. Благодаря наличию всех пяти репрезентативных систем образы становятся «живыми и проживаемыми», что позволяет писателю «оживить» детские воспоминания.

## Издания

### Журнальные публикации
- Крапивин В. Тень Каравеллы // Пионер. — М. : Правда, 1968. — № 9. — С. 26—19. — Начало. Рис. А. Крылова. — 916 800 экз.
- Крапивин В. Тень Каравеллы // Пионер. — М. : Правда, 1968. — № 10. — С. 52—66. — Окончание. Рис. А. Крылова. — 912 800 экз.
- Крапивин В. По колено в траве // Пионер. — М. : Правда, 1970. — № 9. — С. 3—14. — Начало. Рис. Е. Медведева. — 1 290 000 экз.
- Крапивин В. По колено в траве // Пионер. — М. : Правда, 1970. — № 10. — С. 2—16. — Продолжение. Рис. Е. Медведева. — 1 285 000 экз.
- Крапивин В. По колено в траве // Пионер. — М. : Правда, 1970. — № 11. — С. 17—33. — Окончание. Рис. Е. Медведева. — 1 270 000 экз.

### Книжные издания
- Крапивин В. Тень Каравеллы. — М. : Детская литература, 1971. — 192 с. — Худ. Е. Медведев. — 100 000 экз.
- Крапивин В. Тень Каравеллы. — Свердловск : Средне-Уральское кн. изд-во, 1973. — 184 с. — Худ. С. Киприн. — 100 000 экз.
- Крапивин В. Тень Каравеллы // Тень Каравеллы: Повести. — Свердловск : Средне-Уральское кн. изд-во, 1988. — С. 6—158. — Илл. Е. Стерлиговой. — 100 000 экз. — ISBN 5-7529-0042-5.
- Крапивин В. Тень Каравеллы // Тень Каравеллы. — Н. Новгород : Нижкнига, 1994. — С. 7—172. — (Владислав Крапивин). — Худ. Е. Козлова и П. Крапивин. — 40 000 экз. — ISBN 5-87645-014-6.
- Крапивин В. Тень Каравеллы // Собрание сочинений. Книга 15. Трое с площади Карронад. — М. : Центрполиграф, 2000. — С. 7—214. — (Владислав Крапивин. Собрание сочинение в 30 томах). — Илл. П. Крапивина, Е. Медведева. — 10 000 экз. — ISBN 5-227-00898-1.
- Крапивин В. Тень Каравеллы // Тень Каравеллы. — М. : Эксмо, 2006. — С. 383—564. — (Владислав Крапивин). — 5000 + 3000 экз. — ISBN 5-699-16480-4.
- Крапивин В. Тень Каравеллы // Белые башни Родины. Избранное в 2 томах. Том 1. — Тюмень : Издательство Тюменского государственного университета, 2008. — С. 48—227. — (Владислав Крапивин). — Илл. Е. Стерлиговой. — 500 экз. — ISBN 978-5-88081-885-3, 978-5-88081-893-8.
- Крапивин В. Тень Каравеллы / предисл. Н. Соломко. худ. Е. Медведев // Тень Каравеллы. — М. : Детская литература, 2016. — 19—260 с. — (Школьная библиотека). — 5000+16 000 экз. — ISBN 978-5-08-004809-8.
- Крапивин В. Тень Каравеллы. — М. : Издательский Дом Мещерякова, 2014. — 192 с. — (БИСС. Крапивин). — Илл. Е. Медведева. — 7000+1500 экз. — ISBN 978-5-91045-622-2.
- Крапивин В. Тень Каравеллы. — М. : Издательский Дом Мещерякова, 2017. — 192 с. — (Избранное. Книги Крапивина Владислава Петровича). — Илл. Е. Медведева. — 5000 экз. — ISBN 978-5-00108-192-0.
- Крапивин В. Тень Каравеллы // Та сторона, где ветер. — СПб.,М. : Азбука, Азбука-Аттикус, 2019. — С. 279—477. — (Азбука-бестселлер. Русская проза). — Илл. на обл. В. Бондаря. — 3000 экз. — ISBN 978-5-389-16485-7.
- Крапивин В. Тень Каравеллы // Колыбельная для брата. — СПб : Азбука, Азбука-Аттикус, 2019. — С. 261—398. — (Русская литература. Большие книги). — Илл. Е. Медведева. Сост. А. Жикаринцев. — 4000 экз. — ISBN 978-5-389-17181-7.
- Крапивин В. Тень Каравеллы. — М. : Лабиринт Пресс, 2021. — 188 с. — (Иллюстрированная библиотека фантастики и приключений). — Илл. Е. Медведева. — 5000 экз. — ISBN 978-5-9287-3230-1.

### Диафильм
- Крапивин В. Тень Каравеллы / худ. Б. Игнатьев. — М. : Студия «Диафильм», 1974. — 52 кд.

### Зарубежные издания
- Krapiwin W. Cień Karaweli. Po kolana w trawie :  [польск.]. — Warszawa : Nasza Księgarnia, 1974. — 216 с. — Tłum. z ros. H. Ożogowska. Ilustr. L. Janecka. — 30 277 экз.
- Крапивин В. Сянката на каравелата :  [болг.] // Сянката на каравелата: Повест и разказии. — София : Народна Младеж, 1976. — Прев. от рус. С. Чехларова, худ. Т. Горанова. — 30 000 экз.
- Krapivin V. Stin karavely :  [чеш.]. — Praha : Albatros, 1976. — 218 с. — Ilustrátor	Z. Filip, překladatel Z. Mayerová. — 12 000 экз.
- Krapivin V. Tieň karavely :  [словацк.]. — Bratislava : Mladé letá, 1976. — 208 с. — Пер. E. Krupova, худ. A.Zalay. — 5500 экз. — ISBN 66-022-79.
- Krapiwin W. Der Schatten der Karavelle :  [нем.]. — Berlin : Kinderbuchverlag, 1978. — 216 с. — Пер. L.Remane, худ. П. Вигант..
- Krapiwin W. Cień Karaweli. Po kolana w trawie :  [польск.]. — Warszawa : Nasza Księgarnia, 1978. — 220 с. — Второе издание. Tłum. z ros. H. Ożogowska. Ilustr. L. Janecka. — 20 235 экз.
- Krapiwin W. Cień Karaweli. Po kolana w trawie :  [польск.]. — Warszawa : Ludowa Spółdzielnia Wydawnicza, 1988. — Tłum. z ros. H. Ożogowska. Ilustr. L. Janecka. — 30 000 экз.

## Комментарии
1. ↑  Цитаты из повести «Далёкие горнисты»[38].
2. ↑  Первая часть.
3. ↑  Швейцер цитировала слова писателя из повести «Детство»: «Счастливая, счастливая, невозвратимая пора детства! Как не любить, не лелеять воспоминаний о ней? Воспоминания эти освежают, возвышают мою душу и служат для меня источником лучших наслаждений…»[10].